# Dramafilm
Dramafilm är en filmgenre där handlingen främst handlar om hur realistiska rollfigurer handskas med känslomässiga teman, och ofta får man följa någon form av personlig utveckling av, eller mellan, rollfigurerna. Drama som genre kan även användas i vissa andra medier, exempelvis tecknade serier.
Bland de främsta dramafilmerna brukar till exempel räknas Gudfadern (1972), Nyckeln till frihet (1994), Schindler's List (1993), De sju samurajerna (1954) och Casablanca (1942). Så kallade karaktärsskådespelare, som Ingrid Bergman, Meryl Streep, Daniel Day-Lewis, Al Pacino, Anthony Hopkins spelar ofta drama.